# Anthopterus cuneatus
Anthopterus cuneatus är en ljungväxtart som beskrevs av A. C. Smith. Anthopterus cuneatus ingår i släktet Anthopterus och familjen ljungväxter. Inga underarter finns listade i Catalogue of Life.